# Volksstimme (1945–1962)
Die Volksstimme war eine Tageszeitung in Chemnitz/Karl-Marx-Stadt von 1945 bis 1962.

## Geschichte

### SPD-Zeitung 1945–1946
Seit 1891 gab es die sozialdemokratische Zeitung Volksstimme in Chemnitz. Diese wurde 1933 verboten.
Seit dem 11. September 1945 erschien eine Regionalausgabe der SPD-Landeszeitung  Volksstimme in Chemnitz. Sie wurde anfangs zweimal wöchentlich, später dreimal wöchentlich und seit Frühjahr 1946 täglich herausgegeben.

### SED-Zeitung 1946–1962
Seit dem 13. April 1946 gab es in Dresden die Sächsische Zeitung als neues Organ der SED für Sachsen, nach dem Zusammenschluss der Redaktionen der Volksstimme (SPD) und der Sächsischen Volkszeitung (KPD). Möglicherweise gab es in dieser Zeit auch Regionalausgaben in Chemnitz (?).
Seit dem 20. Mai 1946 erschien die Volksstimme als Organ der SED für den Bezirk Chemnitz-Erzgebirge, in die die bisherige Chemnitzer Regionalausgabe der KPD-Zeitung Sächsische Volkszeitung aufgenommen wurde. Es gab sechs Regionalausgaben.
Nach der Neubildung der Bezirke erschien die Volksstimme seit dem 15. August 1952 als Organ der SED für den östlichen und mittleren Teil des Bezirks Chemnitz mit 14 Lokalausgaben, bzw. seit 1953 nach der Umbenennung von Chemnitz im Bezirk Karl-Marx-Stadt.
Am 31. Dezember 1962 erschien die letzte Ausgabe der Volksstimme. Seit Anfang 1963 wurde sie mit der Freien Presse der SED Zwickau zusammengelegt. Diese besteht bis in die Gegenwart.

## Persönlichkeiten
Chefredakteure
- Heinz Friedrich, 1956–1961
- Paul Prien, 1946–1952, vorher Redakteur seit 1945
- Horst Sindermann, 1946–1947

Weitere Mitarbeiter
- Olaf Badstübner, 1956–1960, Chefreporter
- Günther Buschmann, um 1960, Leiter Abteilung Massenpolitik
- Carlfriedrich Claus, um 1947–um 1952, Journalist
- Johannes Köhler, um 1960, Leiter Abteilung Nachrichtenpolitik
- Hans Sandig, um 1960, leitender Mitarbeiter, Abteilung Wirtschaft
- Jonny Türpe, um 1960, Redakteur, Abteilung Nachrichtenpolitik
- Jochen Vondrack, um 1960, Redakteur, Leiter Abteilung Wirtschaft
- Joachim Wenzel, 1953–1957 Theaterkritiker
- Günter Würdemann, Grafiker, um 1957, Wetterfrosch